# Mark DeRosa
Mark Thomas DeRosa (né le 26 février 1975 à Passaic, New Jersey, États-Unis) est un joueur américain de baseball qui évolue en Ligue majeure de 1998 à 2013.
Considéré comme un joueur d'utilité, cet athlète qui a porté les couleurs de huit équipes de la MLB en 16 ans pouvait évoluer au deuxième but, au troisième but et au champ extérieur. On l'a aussi vu occasionnellement à l'arrêt-court. Il remporte la Série mondiale 2010 avec les Giants de San Francisco.

## Carrière

### Scolaire et universitaire
Mark DeRosa joue au baseball et au football américain pour son lycée, la Bergen Catholic High School à Oradell (New Jersey), jusqu'en 1993. Il étudie et joue ensuite à l'Université de Pennsylvanie où il est le quarterback partant de l'équipe de football américain des Penn Quakers de 1993 à 1995. DeRosa qui porte également les couleurs des Quakers en baseball quitte l'université après deux années d'études.

### Professionnelle
Drafté le 4 juin 1996 par les Braves d'Atlanta, il commence sa carrière professionnelle en disputant six matchs consécutifs avec au moins un coup sûr (7 points produits) du 17 au 23 juin 1996 pour Eugene (Simple-A). Il dispute ensuite 92 matches en 1997 en Double-A avec Durham. Il frappe notamment un cycle le 2 mai à Wilmington et est sélectionné pour disputer le All-Star game de la Carolina League.
Il fait ses débuts en Ligue majeure le 2 septembre 1998 pour les Atlanta Braves alors qu'il défend principalement les couleurs du club-école des Greenville Braves (125 matches joués) en Double-A lors de cette saison 1998. DeRosa poursuit son apprentissage chez les Richmond Braves en Tripe-A de 1999 à 2001 et participe à l'occasion de quelques rencontres (7 en 1999, 22 en 2000 et 66 en 2001) au match de la MLB sous l'uniforme des Braves d'Atlanta.
Devenu agent libre, il signe chez les Rangers du Texas le 21 décembre 2004. DeRosa joue deux saisons pour les Rangers avant de signer un contrat de plusieurs millions de dollars chez les Cubs de Chicago. Il dispute sa meilleure saison en 2008 avec 20 coups de circuit et 87 points produits en tenant quatre postes différents : 2e base, 3e base, champ droit et champ gauche. Le 31 décembre 2008, il signe un contrat d'une saison pour 5,5 millions de dollars chez les Indians de Cleveland.
Il est échangé aux Cardinals de Saint-Louis le 27 juin 2009. 

### Giants de San Francisco
Devenu agent libre à la fin de la saison, il signe un contrat de 2 ans pour 12 millions de dollars avec les Giants de San Francisco. Il remporte la Série mondiale 2010 avec les Giants.

### Nationals de Washington
Après la saison 2011, il paraphe une entente d'une saison avec les Nationals de Washington. Il dispute 48 parties comme réserviste pour Washington en 2012, n'obtenant que 16 coups sûrs avec une faible moyenne au bâton de ,188. 

### Blue Jays de Toronto
Le 22 janvier 2013, DeRosa signe un contrat d'une saison avec les Blue Jays de Toronto. Il frappe pour ,235 en 88 matchs avec les Jays, frappant 7 circuits pour atteindre le nombre de 100 en carrière. 
En novembre 2013, il annonce qu'il met un terme à une carrière de 16 saisons dans les grandes ligues. Il accepte une offre de MLB Network pour devenir commentateur sportif.